# Доброта (холдингова компанія)
ЗАТ «Холдингова компанія „Доброта“» — українське автомобілебудівне підприємство в місті Дрогобичі. Випускає малими серіями автобуси «Бескид».

## Історія заводу
Підприємство вперше представило свій автобус Бескид-3232 на Київському автосалоні «SIA 2002» в 2002 у.
6,8-метровий автобус побудований на шасі російської вантажівки  ЗІЛ-5301 «Бичок». Кузов — оригінальний каркасний, власного виготовлення. Салон розрахований на 39 пасажирів (17 сидячих місць), двері — з пневмоприводом. Задня підвіска — пневматична оригінальна, підтримуюча кліренс незалежно від ступеня навантаження. Двигун від «Бичка» — дизель Д245.12 в 109 к.с. Максимальна швидкість машини — 90 км/год.
На наступний рік на черговому Київському автосалоні «SIA 2003» була представлена міжміська модифікація автобуса Бескид-3222. 3, розрахована на 23 сидячих і 8 стоячих місць. Міжміський автобус на відміну від попередньої модифікації мав звичайну ресорну підвіску заднього моста.
Підприємство заявило про готовність випускати до 750 автобусів «Бескид» в рік. Однак, у зв'язку з припиненням роботи заводу ЗІЛ, поставки шасі вантажівки ЗІЛ-5301 для автобусів стали неможливими, і компанія повністю зосередилася на роботі над новим безкапотних автобусом Бескид-3233 на базі китайського шасі. Відомостей про випуск автобусів «Бескид» в 2009–2011 рр. немає.

## Продукція
- Автобус Бескид-3232 (міська / приміська модифікація) Фото [Архівовано 23 вересня 2015 у Wayback Machine.];
- Автобус Бескид-3222. 3 (міжміська / туристична модифікація);
- Автобус Бескид-3233 (готується до випуску).